# 紫八宝
紫八宝（学名：Hylotelephium purpureum）又称紫景天，为景天科八宝属的植物。分布于远东地区、日本、欧洲、北美洲以及中国大陆的新疆、黑龙江、吉林、辽宁等地，生长于海拔420米至1,550米的地区，多生长于山坡草原上或林下阴湿山沟边，目前尚未由人工引种栽培。

## 形态特征
紫八宝是多年生草本植物，其有多个胡萝卜状块根；茎直立，单生或少数聚生，高约16-70厘米；叶互生，呈卵状长圆形至长圆形，长约2-7厘米，宽约1-3厘米，先端急尖，上部叶无柄，基部呈圆状，下部叶基部呈楔形，边缘有不整齐的齿状物；其花序呈伞房状，花密生，花梗长约4毫米；具有5个卵状披针形萼片，长约2毫米，先端尖，基部合生；具有5片紫红色的长圆状披针形花瓣，长约5-6毫米，急尖，自中部向外反折；具有10个与花瓣稍同长的雄蕊；具有5个长约1毫米的线状匙形鳞片，先端稍宽，有缺刻；具有5个直立的椭圆状披针形心皮，长约6毫米，两端渐狭，花柱短。此植物的种子小，呈卵状椭圆形，长1毫米，褐色。花期约7-8月；果期约9月。